# 青海高等职业技术学院
青海高等职业技术学院，简称青职院，是中华人民共和国的一所全日制公办专科职业高等学校，位于青海省海东市乐都区。
2014年1月，青海高等职业技术学院成立。2015年9月，正式挂牌。
目前，学校有本部、乐都、平安三个校区，占地683.16亩。